# Gozdowo (przystanek kolejowy)
Gozdowo – przystanek kolejowy i ładownia publiczna w Gozdowie, w województwie mazowieckim, w powiecie sierpeckim i na linii Kutno-Brodnica. 
Z Gozdowa odjeżdżają szynobusy do Sierpca i Kutna. Oprócz tego panuje tu spory ruch towarowy ze względu na zakłady Orlenu w Płocku.

## Ruch pasażerski
| Rok  | Wymiana pasażerska na dobę |
| ---- | -------------------------- |
| 2017 | 20-49                      |
| 2022 | 50-59                      |

## Połączenia[3]
Obecnie stacja w Rogożewie obsługuje jeden pociąg regionalny Kolei Mazowieckich relacji Kutno – Gostynin – Płock – Sierpc (R31).
| Linia | Przewoźnik         | Trasa |
| R31   | Koleje Mazowieckie | Kutno – Kutno Azory – Raciborów Kutnowski – Strzelce Kujawskie – Sierakówek – Gostynin – Rogożew – Łąck – Płock Radziwie – Płock – Płock Trzepowo – Proboszczewice Płockie – Gozdowo – Susk – Sierpc |